# 初芽局
初芽局（はつめのつぼね）は、架空の女性。複数の作家によって石田三成の愛妾として描かれている。

## 生涯
司馬遼太郎の小説『関ヶ原』では徳川家康が政敵である石田三成に送り込んだ間者として登場するが、彼女が一方的に惚れただけではなく、三成も彼女を愛したように描かれ、関ヶ原の戦い後は出家している。
一方、堺屋太一の小説『大いなる企て』では、単に三成の愛妾として描かれており、佐和山城落城に伴い他の妻妾同様、石田家に殉じている。

## 関連作品
ドラマ
- 『関ヶ原』（1981年、TBS、演：松坂慶子）

映画
- 『関ヶ原』（2017年公開、東宝、演：有村架純）